# متنزه غابة ستيرلينغ الحكومي
متنزه غابة ستيرلينغ الحكومي، تبلغ مساحته 21,938 أكر (88.78 كـم2) ويقع في مقاطعة أورانج، نيويورك. أنشئ في عام 1998، وهو من بين أكبر الإضافات إلى نظام متنزه ولاية نيويورك في الخمسين عامًا الماضية.

## تاريخ
كانت غابة ستيرلينغ في الأصل جزءًا من قطعة أرض شاسعة تسمى تشيزكوك اكتسبتها مجموعة من المستعمرين الإنجليز من الهنود الإيروكوا عام 1702 أصبحت الأرض في النهاية ملكًا لشركة تابعة لاعمال الحديد الاسترليني، التي كانت تعمل لتعدين وشحن خام الحديد من عدد من المواقع داخل المتنزه. تم إغلاق آخر المناجم في عشرينيات القرن الماضي.
تم إنشاء المتنزه في عام 1998 بعد أن دفعت ولاية نيويورك 55 مليون دولار مقابل 15,280 (8.61 كم) من الأراضي باستخدام مزيج من الأموال العامة والخاصة. يقود الثقة للأراضي العامة ومعهد الفضاء المفتوح مفاوضات الشراء الأولي المؤدية إلى إنشاء المتنزه. قاد مبادرة تحقيق هذا الهدف الشراكة بين القطاعين العام والخاص لإنقاذ غابة ستيرلينغ، التي تتألف من منظمات الحفاظ على البيئة في نيويورك ونيوجيرسي وترأسها روبرت أو. بينيوس، مدير تنفيذي للجنة الطريق السريع للمتنزه.
في تشرين الثاني (نوفمبر) 1999، أخذت الثقة للأراضي العامة ومعهد الفضاء المفتوح 659 فداناً من جامعة نيويورك.
في ديسمبر 2000، أعلن صندوق اراضي الثقة العامة والمعهد المفتوح للفضاء عن إضافة 1065 فدانًا إلى متنزه غابة ستيرلينغ الحكومي  يشمل المموّلون والداعمون للحفاظ على متنزه غابة ستيرلينغ الحكومي: صندوق والاس، وصندوق حماية البيئة في ولاية نيويورك، وبرنامج إرث الغابات، وولاية نيوجيرسي، وصندوق ليلا أتشسون وديويت والاس لمرتفعات هدسون، ولجنة باليسيدز إنترستيت بارك. (بي أي بي سي)، والمحافظ باتاكي، وإدارة كلينتون وغيرها من الدعم الفيدرالي.
في عام 2005، اشترت مؤسسة الثقة للأراضي العامة ومكتب ولاية نيويورك للمتنزهات والترفيه والمحافظة التاريخية أرضًا زراعية مساحتها 90 فدانًا في وارويك، نيويورك لإضافتها إلى المتنزه الحكومي.
في عام 2006، تم توسيع المتنزه بعد 575 أكر (2.33 كـم2) في وسط الغابة ظهرت في السوق تسمى ستيرلينغ فورج. على الرغم من أن مطوري الجنيه ستيرلينغ فورست خططوا لبناء 107 منازل فاخرة وملعب جولف من 18 حفرة على المسالك، فقد احتشد السكان المحليون ودعاة حماية البيئة وتمكنوا من شراء المسلك المتنزه الحكومي. تم التفاوض على سعر البيع النهائي البالغ 13.5 مليون دولار من قبل الثقة للأراضي العامة، ودُفع جزئيًا من صندوق حماية البيئة التابع للولاية.
في فبراير 2021، أعلن الحاكم أندرو كومو عن إضافة 112 فدانًا إلى المتنزه الحكومي، نتيجة للشراكة مع صندوق مقاطعة اورانج لاند.

## وصف المتنزه والمرافق
يعتبر موطن غابات المتنزه مهمًا لبقاء العديد من أنواع المخلوقات، بما في ذلك الأفاعي الخشبية،  والدب الأسود، والثعلب، والعديد من الطيور الجارحة والطيور، والعديد من اللافقاريات والنباتات النادرة. الغابة مدمجة في مساحة أكبر تزيد عن 100,000 أكر (400 كـم2) من الغابات غير المنقطعة إلى حد كبير والتي تعمل كممر للحياة البرية وكمستجمعات المياه للمناطق الحضرية القريبة. يحتوي المتنزه على عدد من البحيرات والخزانات بما في ذلك بحيرة ستيرلنج  وبحيرة بلو. تتوفر فرص صيد الأسماك على الجليد والمشي لمسافات طويلة والمشي بالأحذية الثلجية.
يقع المتنزه في نيويورك - نيو جيرسي هايلاندز، حول 1 مليون أكر (4,000 كـم2) امتداد الموائل الطبيعية من نهر هدوسون إلى نهر ديلاوير الذي يربط غابات أبرام إس هيويت الحكومية في نيو جيرسي مع متنزه ولاية هاريمان في نيويورك.يحافظ المنتزة على جزء من المنطقة البيئية الغابات الساحلية الشمالية الشرقية. كما أنه يحمي ممر درب الأبالاش، الذي يعبر الجزء الشمالي من غابة الاسترليني. يتم الحفاظ على غابة الاسترليني من قبل مؤتمر نيويورك ونيوجيرسي تريل.
يضم المتنزه مركز زوار فرانك ار لوتنبرج، والذي يقدم معروضات حول البيئة المحلية ويطل على بحيرة سترلنغ.يقع مراقبة حريق جبل ستيرلينغ وكابينة المراقب
مطلوب رخصة صيد لولاية نيويورك وتصريح صيد في ستيرلنغ فورست ستيت بارك للصيد في المتنزه، وهو مسموح به فقط خلال موسم الغزلان والديك الرومي. بعض المناطق مغلقه الصيد.

## انظرأيضًا
- متنزه كومودو الوطني
- متنزه بليستوسين
- متنزه يوسيميتي الوطني

## الروابط الخارجية
- New York State Parks: Sterling Forest State Park
- Sterling Forest State Park trail map
- Sterling Forest Partnership
- New York-New Jersey Trail Conference: Sterling Forest State Park details and trail information